# Бенуа, Франсуа
Франсуа Бенуа (фр. François Benoist; 24 фрюктидора II (10 сентября 1794), Нант — 6 мая 1878, Париж) — французский композитор, органист и музыкальный педагог. 
В юности, в Нанте, он брал свои первые уроки музыки и фортепиано у Жоржа Шейерманна. Окончил Парижскую консерваторию, ученик Шарля Симона Кателя и Адольфа Адана. В 1815 г. был удостоен Римской премии за кантату Энона.
В 1819 г. был назначен королевским органистом и преподавателем консерватории; на преподавательской должности оставался вплоть до 1871 г. — среди учеников, в частности, были Шарль Алькан, Лео Делиб, Камиль Сен-Санс, Эмиль Паладиль, Лефебюр-Вели и сменивший Бенуа на посту профессора органного класса Сезар Франк.
Композиторское наследие Бенуа, наряду с широким кругом органных сочинений (в частности, 12-томной «Библиотекой органиста»), включает различную церковную музыку (в том числе Реквием, 1842), а также оперы «Леонора и Феликс» (1821), «Отелло» (1844) и др., ряд балетов, из которых наиболее известен был написанный совместно с Наполеоном Анри Ребером «Влюблённый дьявол» (фр. Le Diable amoureux; 1840).